# Station Szymocice Wieś
Station Szymocice Wieś is een spoorwegstation in de Poolse plaats Nędza.